# Gnathonemus echidnorhynchus
Espèce
Gnathonemus echidnorhynchus est une espèce de poissons d'eau douce de la famille des Mormyridae endémique de la république démocratique du Congo.

## Systématique
L'espèce Gnathonemus echidnorhynchus a été décrite en 1924 par le zoologiste français l'ichtyologiste belge Jacques Pellegrin (1873-1944).

## Répartition
Gnathonemus echidnorhynchus se rencontre dans le Kasaï et le Kwilu jusqu'aux chutes Boyoma dans le bassin du Congo en république démocratique du Congo.

## Description
Gnathonemus echidnorhynchus peut mesurer jusqu'à 110 mm.

## Étymologie
Son épithète spécifique, du grec ancien ἐχῖνος, ekhinos, « hérisson », et ῥύγχος, rhygkhos, « museau », fait référence à son museau qui ressemble vaguement à celui d'un hérisson.